# 7:00 P.M. (The Pitt)
"7:00 P.M." es el decimotercer episodio de la serie de televisión de drama médico estadounidense The Pitt. El episodio fue escrito por el coproductor ejecutivo Joe Sachs y el creador de la serie R. Scott Gemmill, y dirigido por el coproductor ejecutivo Damian Marcano. Se lanzó en Max el 27 de marzo de 2025.
La serie está ambientada en Pittsburgh y sigue al personal de la sala de emergencias del Pittsburgh Trauma Medical Hospital (apodado "The Pitt") durante un turno de 15 horas en el departamento de emergencias. La serie sigue principalmente al Dr. Michael "Robby" Robinavitch, un médico de último año que todavía se recupera de algunos traumas. En este episodio, el hospital continúa atendiendo a las víctimas de un tiroteo masivo, mientras las autoridades están preocupadas de que el tirador pueda llegar en cualquier momento.
El episodio recibió elogios de la crítica, y Noah Wyle recibió elogios universales por su actuación, particularmente durante la escena final.

## Trama
Un equipo SWAT llega a The Pitt, lo que genera preocupación entre el personal de que el tirador pueda intentar llegar al hospital. En la azotea, Whitaker (Gerran Howell) y Javadi (Shabana Azeez) dan la bienvenida a un helicóptero, que les proporciona un nuevo suministro de sangre. Robby (Noah Wyle) y Abbott (Shawn Hatosy) trabajan juntos para operar a un oficial de policía herido, logrando salvarlo.
Mientras cuida a un payaso de circo, Whitaker usa una IO en él y es reprendido por King (Taylor Dearden), ya que esto solo debe hacerse cuando el paciente no responde. Más tarde, otro de sus pacientes, el Sr. Grayson, sufre una hemorragia retardada en la cabeza. Para salvar a Grayson, Mohan utiliza un taladro IO para detener el sangrado. Langdon (Patrick Ball) atiende al dueño de una joyería que intenta alcanzar una pistola con la mano en el tobillo antes de caer inconsciente. Las autoridades verifican los antecedentes del propietario, pero concluyen que no es el tirador. Para salvar a otro paciente, Langdon prueba una subclavia supraclavicular, sorprendiendo a Mohan (Supriya Ganesh), quien también usa una IO para aliviar la presión intracraneal de uno de sus propios pacientes. Después de que se le activa el monitor de tobillo, McKay (Fiona Dourif) lo desactiva para poder concentrarse correctamente. Durante esto, Kiara (Krystel V. McNeil) y Lupe (Tracy Vilar) son asignadas a fotografiar a los pacientes muertos para contactar a sus familias e informarles sobre sus muertes. King nota que una de sus pacientes deambula sin rumbo y señala el trauma significativo al que todos han estado expuestos.
Fuera del hospital, Robby encuentra a Jake, quien llegó en un auto con su novia Leah. Jake resulta herido en la pierna, mientras que Leah está inconsciente tras recibir un disparo en el corazón. Robby atiende a Leah, mientras que Donnie (Brandon Mendez Homer) atiende a Jake. A pesar de los esfuerzos de Robby, Abbott nota que ha perdido demasiada sangre y le advierte que no puede desperdiciarla usando más unidades de sangre en ella, pero Robby continúa en contra del consejo de sus colegas. David (Jackson Kelly) regresa al hospital para ver a su madre Theresa (Joanna Going) y se sorprende al encontrarla en un coche patrulla. Intenta huir pero es abordado por un agente de policía e inmediatamente puesto bajo sospecha de ser el tirador, aunque protesta su inocencia.
Para salvar a una paciente llamada Carmen, Santos utiliza una REBOA, pese a las protestas. Abbott la regaña por hacerlo ella misma, aunque la elogia por salvar la vida de Carmen. Después de no poder encontrar alternativas, Robby, de mala gana, declara muerta a Leah a las 7:47. Luego, Robby habla en privado con Jake para explicarle su muerte, lo que lo destroza. Robby le permite a Jake identificar el cadáver de Leah, y Jake culpa a Robby por no hacer lo suficiente y cuestiona cómo no pudo salvarla. Recordando la muerte del Dr. Adamson, Robby sufre un colapso mientras recuerda a los pacientes que perdió en el día. Él acompaña a Jake fuera de la habitación y luego llora solo.

## Producción

### Desarrollo
El episodio fue escrito por el coproductor ejecutivo Joe Sachs y el creador de la serie R. Scott Gemmill, y dirigido por el coproductor ejecutivo Damian Marcano. Fue el cuarto crédito como guionista de Sachs, el quinto crédito como guionista de Gemmill y el cuarto crédito como director de Marcano. 

### Escritura
Noah Wyle explicó el colapso de Robby en el clímax: "En la medida en que Jake responsabilice a Robby, Robby se responsabiliza diez veces más, incluso si no hubiera podido hacer nada".  Consideró que la escena pretendía mostrar "la deconstrucción de un héroe. [The Pitt] siempre tuvo la intención de mostrar que la fragilidad de nuestro sistema de salud es directamente proporcional a la fragilidad de la salud mental de nuestros profesionales".  También explicó el proceso de filmación de la escena: "Ese fue el día en que finalmente pude desahogarme con lo que el personaje había estado cargando todo el tiempo. Así que, de una manera muy masoquista, como los actores ven este tipo de cosas, esperé ese día con gran entusiasmo y lo disfruté mucho".  R. Scott Gemmill explicó la decisión de matar a Leah: "Piensen en estas personas que van a trabajar, a un festival o a una sinagoga y no vuelven a casa. Y luego, los seres queridos son quienes, en última instancia, sufren más, porque son quienes tienen que lidiar con el dolor. Así que eso fue parte de ello". 

## Recepción crítica

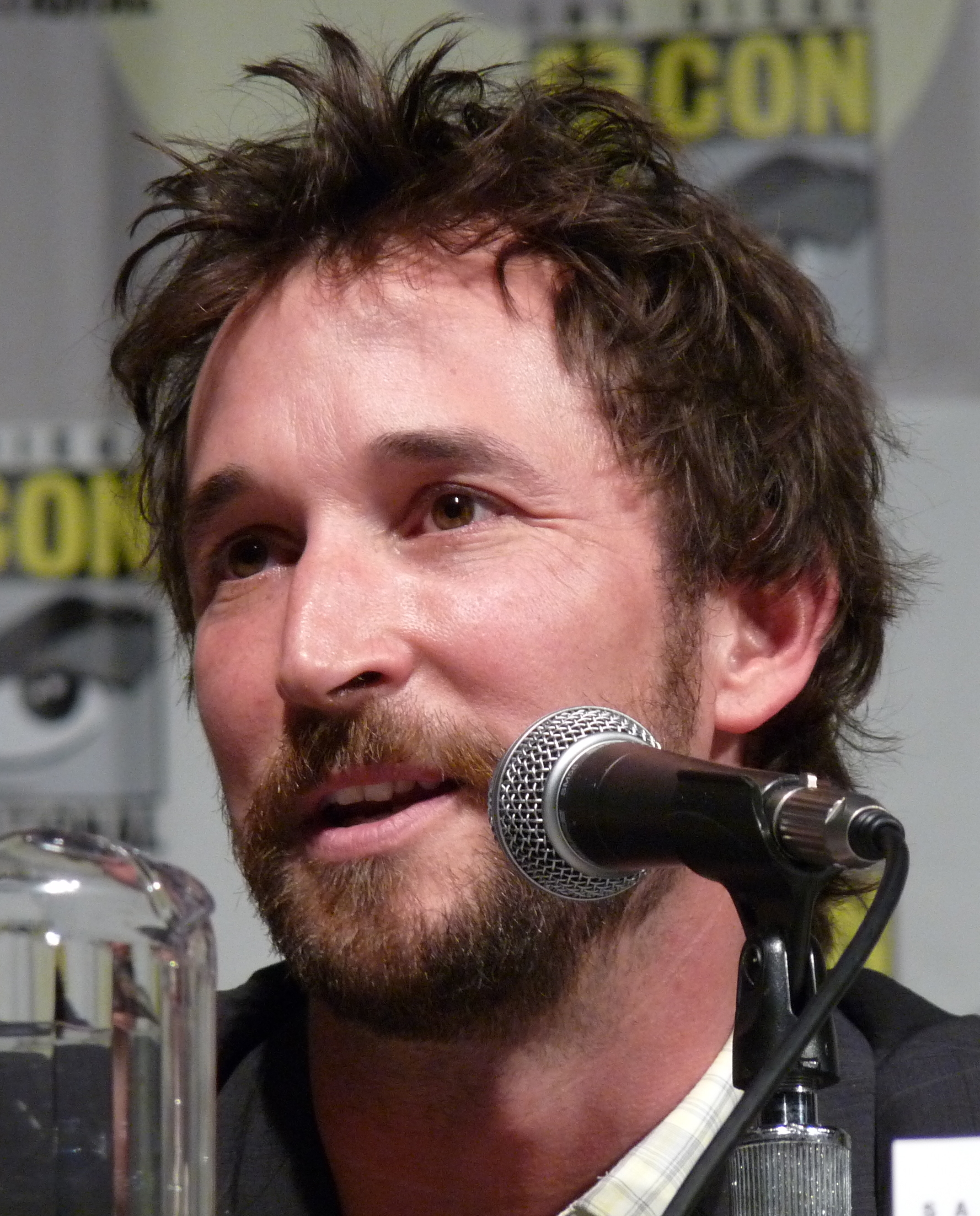
Noah Wyle recibió grandes elogios por su actuación en el episodio.

"7:00 P.M." recibió elogios de la crítica. Laura Bogart, de The AV Club, le dio al episodio una calificación de "A" y escribió: "Si bien The Pitt ha sido un escaparate para los actores gracias a su talentoso elenco, es fundamentalmente el espectáculo de Wyle, y este episodio le ofrece su escena más impactante hasta la fecha. Ver cómo su rostro, agobiado por la preocupación, se desmorona silenciosamente al decirle a Jake que Leah ha muerto antes siquiera de abrir la boca es devastador. Wyle parece consciente de la potencia de su voz cálida y grave, de cómo su tono puede sonar a la vez informado y seguro. Así, a medida que la deja subir y empezar a quebrarse, lentamente, mientras le cuenta a Jake todas las muertes del día, el efecto es inquietante".
Alan Sepinwall escribió: "Me estoy preparando para la idea de que Noah Wyle sea el único actor nominado del elenco. Pero si ese es el caso, ¡dios mío!, tiene un gran episodio de sumisión con este. El ataque de pánico de Robby en la morgue improvisada, así como su comprensión de que un Jake afligido necesita salir de la habitación antes de que presencie demasiado y se altere aún más, fue absolutamente desgarrador. También fue muy merecido por la forma en que lo hemos visto luchar durante todo el turno y cómo no puede superar la muerte del Dr. Adamson, incluyendo la decisión de Robby de desconectarlo de la máquina ECMO para dársela a una niña con más posibilidades de sobrevivir, en esta misma habitación".
Maggie Fremont de Vulture le dio al episodio una calificación perfecta de 5 estrellas sobre 5 y escribió: "Ver a nuestros médicos trabajar en esta angustiosa situación fue bastante difícil cuando simplemente se trataba de que hicieran todo lo posible por salvar a pacientes anónimos, pero en esta hora, una cara familiar entra en la sala de emergencias y aumenta la carga emocional de todo esto. Noah Wyle tiene varias opciones cuando se trata de qué episodio va a presentar para su inevitable nominación al Emmy, pero, como, ¿tal vez debería ser este?"  Brady Langmann de Esquire escribió: "Está en el monólogo trascendental de Noah Wyle, y la imagen del Dr. Robby se desplomó en el suelo en una sala de pediatría, rodeado de cadáveres: The Pitt captura una vez más el dolor, el peso y la abrumadora responsabilidad de un profesional de la salud. Este es el programa más importante de la televisión en este momento. 
Nick Bythrow, de Screen Rant, escribió: "Noah Wyle ofrece una actuación impactante mientras el rostro de Robby se enrojece de tristeza e ira, enumerando a todos los que murieron ese día antes de sacar a Jake en silla de ruedas y sufrir un ataque de pánico, acurrucándose en el suelo".  Jasmine Blu, de TV Fanatic, le dio al episodio una calificación de 4,6 estrellas sobre 5 y escribió: "Llega un momento en que no puedes soportar más antes de desmoronarte, incluso los mejores de nosotros, como Robby. Es extrañamente catártico saber que, incluso cuando es desgarrador, es catártico".
Johnny Loftus, de Decider, escribió: «A medida que se acerca a su fin, dentro de unos pocos episodios/horas, ver The Pitt sigue siendo una experiencia tan tensa como trabajar allí».  Gabriela Burgos Soler, de Telltale TV, escribió: «Este era un evento que estaba a punto de llegar en cualquier momento, y ahora que ha llegado, sirve como recordatorio de la humanidad de los personajes. Es inevitable pensar en todos los profesionales de la salud que se enfrentan a algo así constantemente». 

### Reconocimientos
TVLine nombró a Noah Wyle como el "Artista de la Semana" de la semana del 29 de marzo de 2025, por su actuación en el episodio. El sitio web escribió: «El dolor de las 13 horas previas atrapó a Robby, y era simplemente insoportable. Sacó a Jake de la morgue a toda prisa y se acurrucó. Se sujetó la cabeza con las manos, incapaz de contener las lágrimas mientras su rostro y cuello se enrojecían. Su intérprete nos advirtió que todo estaba conduciendo a este momento, pero nunca podríamos haber predicho hasta qué punto Robby se desmoronaría. Wyle, por su parte, estuvo increíble».